# Park Narodowy Şahdağ
Park Narodowy Şahdağ (azer. Şahdağ Milli Parkı) — park narodowy w Azerbejdżanie, o powierzchni 130 508,1 ha, utworzony 8 grudnia 2006 roku, na mocy dekretu Prezydenta Republiki Azerbejdżanu nr 1814 z dnia 8 grudnia 2006 roku. Początkowo powierzchnia wynosiła 115 895 ha, lecz została powiększona o 14 613 ha na podstawie dekretu Gabinetu Ministrów Republiki Azerbejdżanu nr 193/S z dnia 8 lipca 2010 roku. W granicach powstałego w 2006 roku parku znalazły się stanowe rezerwaty przyrody – İsmayıllı i Pirqulu o łącznej powierzchni 21 014 ha. W chwili powołania parku lasy zajmowały 81 797 ha jego powierzchni, górskie łąki i pastwiska z kolei 13 084 ha. Celem utworzenia parku było między innymi zachowaniem wielogatunkowej struktury górskich lasów oraz wysokogórskich łąk i pastwisk, a także ochrona zagrożonych i endemicznych gatunków zwierząt, w tym także gatunków transgranicznych.

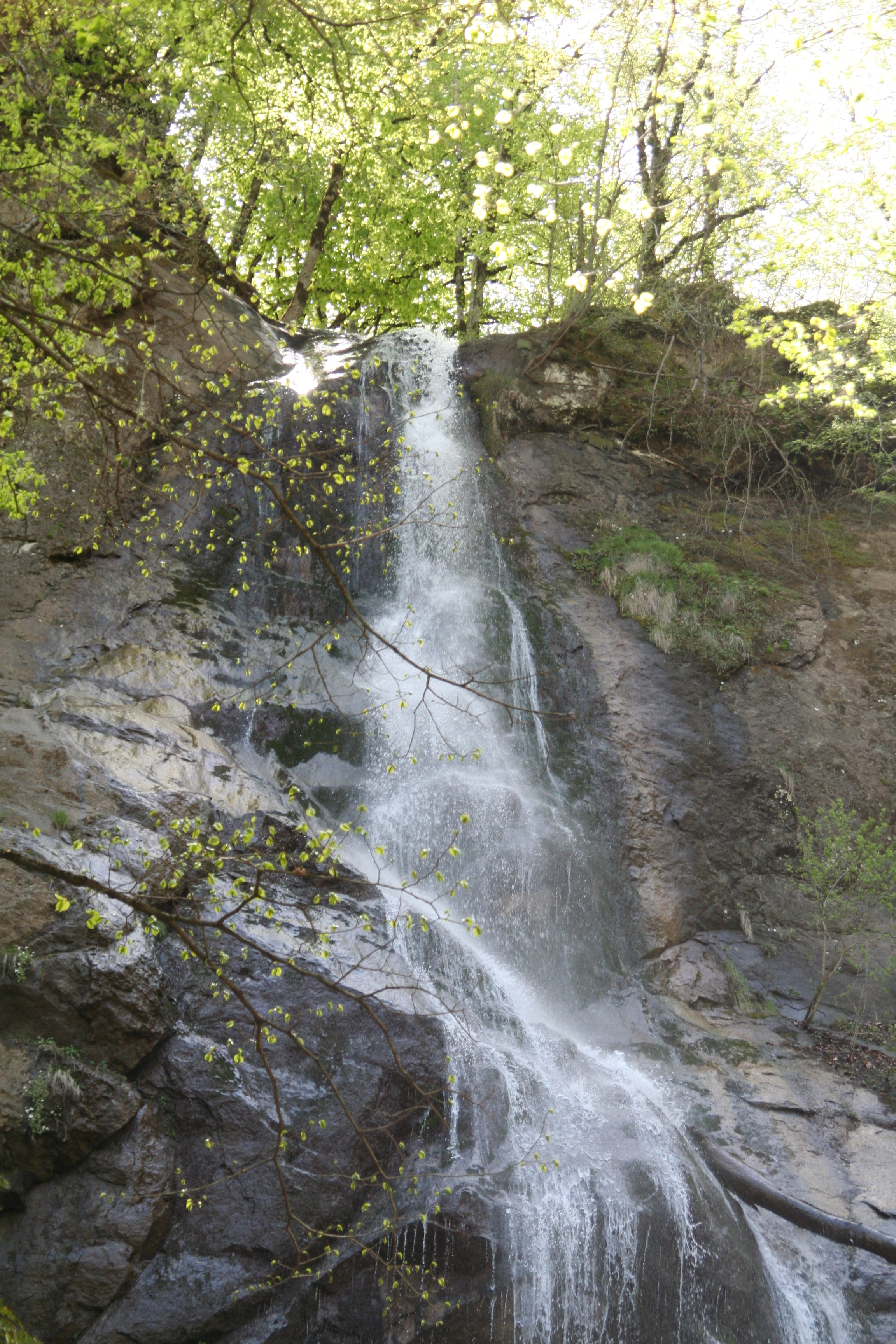
Wodospad Xalıt şəlaləsi w Parku Narodowym Şahdağ

Ma charakter górski. W granicach Parku Narodowego Şahdağ znajduje się góra Bazardüzü, najwyższy szczyt Azerbejdżanu (4466 m n.p.m.).

## Flora
W niższych położeniach teren porastają wielogatunkowe lasy składające się m.in. z dębu kaukaskiego Quercus macranthera, dębu kasztanolistnego Quercus castaneifolia, grabu pospolitego Carpinus betulus, buka wschodniego Fagus orientalis, jesionu wyniosłego Fraxinus excelsior, cisu pospolitego Taxus baccata, klonu polnego Acer campestre, orzecha włoskiego Juglans regia, Malus orientalis, nieszpułki zwyczajnej Mespilus germanica, głogu Crataegus sp., maliny właściwej Rubus idaeus, róży dzikiej Rosa canina, berberysu zwyczajnego Berberis vulgaris.

## Fauna
Wśród fauny w parku występują koziorożce walcorogie Capra cylindricornis, niedźwiedzie brunatne Ursus arctos, jelenie szlachetne Cervus elaphus, sarny europejskie Capreolus capreolus, kozice północne Rupicapra rupicapra, rysie euroazjatyckie Lynx lynx, dziki euroazjatyckie Sus scrofa, szakale złociste Canis aureus, zające Lepus sp., kuny Martes sp., wilki Canis sp., lisy Vulpes sp., jenoty Nyctereutes sp., łasice Mustela sp., borsuki Meles sp., orły przednie Aquila chrysaetos, orły cesarskie Aquila heliaca, cietrzewie kaukaskie Lyrurus mlokosiewiczi, ułary kaukaskie Tetraogallus caucasicus, grzywacze Columba palumbus, Coturnix sp.